# Túneles de sangre
Túneles de sangre (de título original en inglés Tunnels of blood), es el tercer libro perteneciente a la saga de Darren Shan publicado en 2000. Forma parte de la primera trilogía del autor: Vampire blood (Sangre de Vampiros). Fue adaptada al cine, junto con los dos libros anteriores en la película "El asistente de vampiro" (The Vampire's Assistant) estrenada en 2009.

## Argumento
Mr. Crepsley viaja con su asistente semi-vampiro Darren Shan y el niño serpiente Evra Von a su ciudad natal. Todo parece ir bien hasta que en la ciudad se habla de un posible asesino en serie que además gusta de desangrar a sus víctimas. 
Darren y Evra están casi seguros de que el autor de las terribles muertes es el mismísimo Larten Crepsley, así deciden investigar al misterioso vampiro que cada noche se escabulle de forma sospechosa, sin saber que pronto vivirán una terrible pesadilla en los túneles de sangre.